# Cabeza verde de Berlín

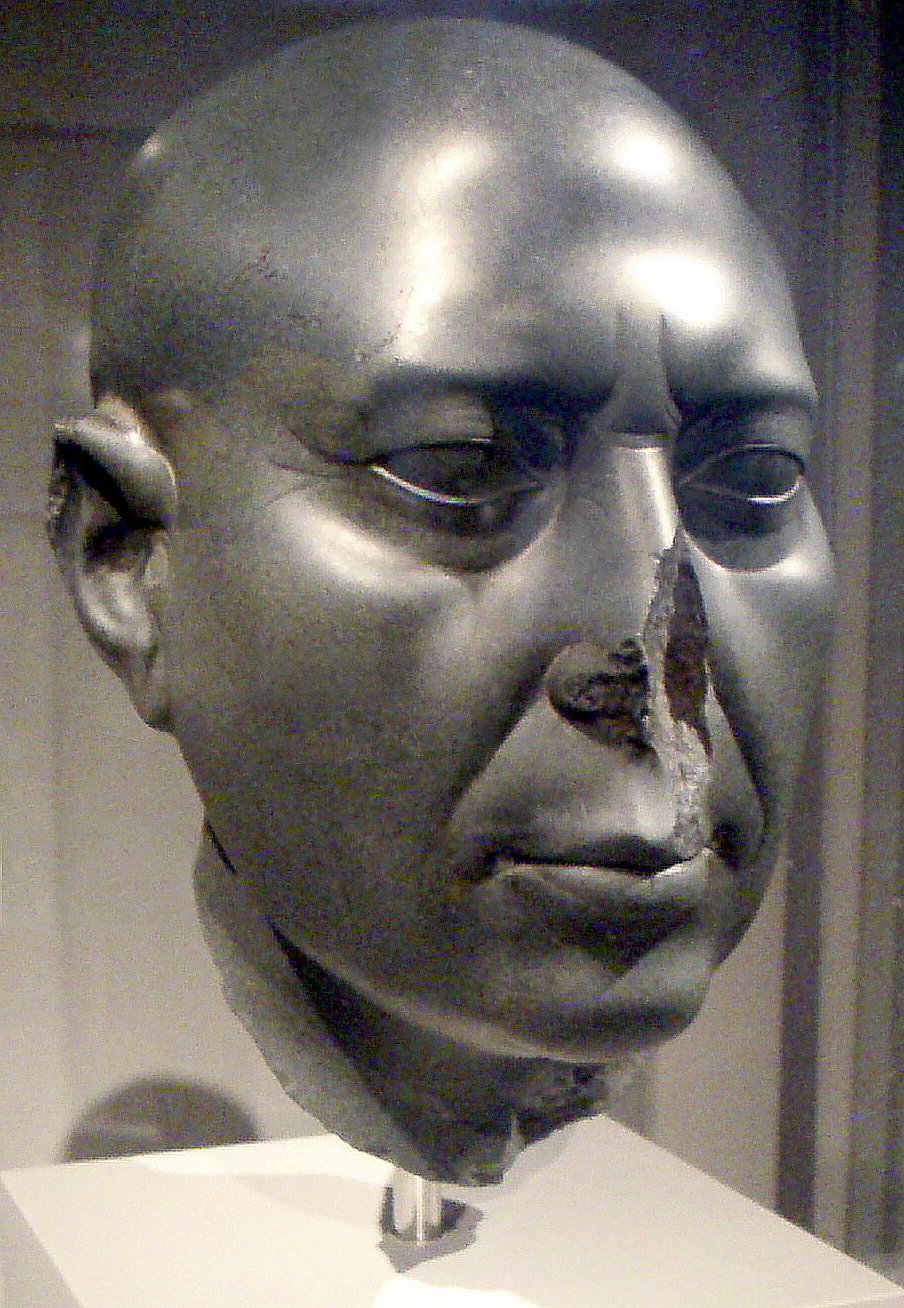
La Cabeza verde de Berlín, perteneciente a la colección del Museo Egipcio de Berlín y conservado en el Altes Museum de dicha ciudad.

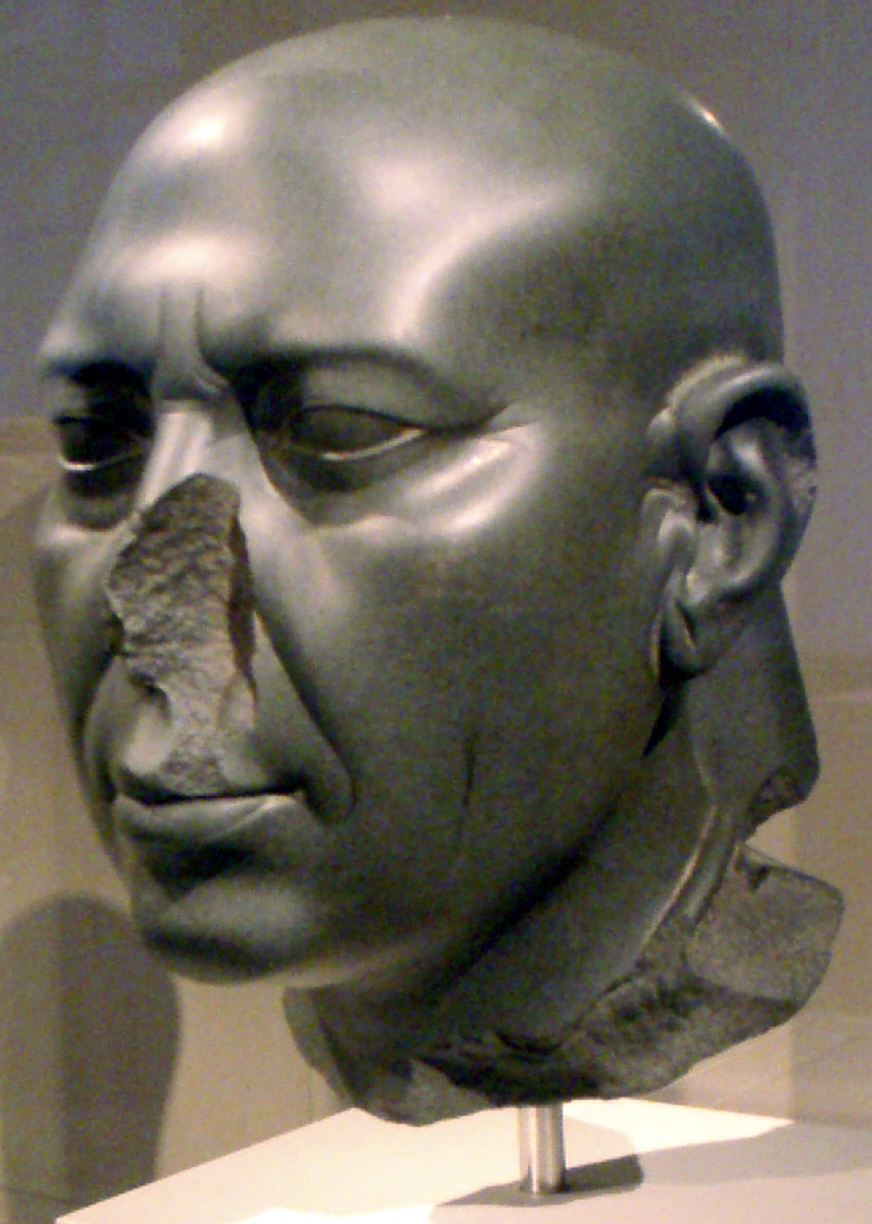
Fotografía de la cabeza verde.

La cabeza verde de Berlín es un cabeza hecha de pizarra y que está considerada una de las obras más importantes del arte egipcio, se ha datado en el año 350 a. C. aproximadamente, en época del Periodo tardío de Egipto, concretamente durante la Dinastía XXX de Egipto que transcurrió de 378 a 341 a. C., dinastía originaria de Sebennitos, que comenzó expulsando a los persas de Egipto y conquistando Judea, aprovechando la decadencia del Imperio persa.

## Simbología
La cabeza representa a un hombre de mediana edad con gran realismo, a diferencia de otras obras egipcias, que según algunos expertos podría corresponder a un sacerdote.

## Características
- Autor: Anónimo
- Técnica: Pulido.
- Material: Pizarra
- Altura: 22 centímetros.

## Conservación
La cabeza verde de Berlín está ubicada en el Museo Egipcio de Berlín, del Neues Museum de Berlín (Alemania).